# Nicoteba
Nicoteba es un género de plantas con flores perteneciente a la familia Acanthaceae. Comprende 7 especies descritas.

## Taxonomía
El género fue descrito por Gustav Lindau y publicado en Botanische Jahrbücher für Systematik, Pflanzengeschichte und Pflanzengeographie 18: 56, en 1893.

## Especies
Comprende 4 especies aceptadas:
- Nicoteba betonica (L.) Lindau, 1893
- Nicoteba fittonioides (S.Moore) Lindau, 1895
- Nicoteba trinervia (Vahl) Lindau, 1893
- Nicoteba versicolor Lindau, 1895